# Heinz Bäni
Heinz Bäni (ur. 18 listopada 1936, zm. 10 marca 2014) – piłkarz szwajcarski grający na pozycji pomocnika. W swojej karierze rozegrał 14 meczów w reprezentacji Szwajcarii.

## Kariera klubowa
Swoją karierę piłkarską Bäni rozpoczął w klubie Grasshoppers Zurych. W sezonie 1957/1958 zadebiutował w jego barwach w pierwszej lidze szwajcarskiej. W 1960 roku przeszedł do FC Zürich. W sezonach 1962/1963 i 1965/1966 wywalczył z nim mistrzostwo Szwajcarii. W 1966 roku zdobył też Puchar Szwajcarii. W sezonie 1967/1968 grał w FC La Chaux-de-Fonds, w którym zakończył swoją karierę.

## Kariera reprezentacyjna
W reprezentacji Szwajcarii Bäni zadebiutował 26 maja 1958 roku w przegranym 0:2 towarzyskim meczu z Belgią, rozegranym w Zurychu. W 1966 roku był w kadrze Szwajcarii na Mistrzostwa Świata w Anglii. Na tym turnieju rozegrał 3 mecze: z RFN (0:5), z Hiszpanią (1:2) i z Argentyną (0:2). Od 1958 do 1967 roku rozegrał w kadrze narodowej 14 meczów.